# Dennis McComak
Dennis McComak, född 2 januari 1952, är en amerikansk bågskytt. Han deltog vid olympiska sommarspelen 1972.